# Drosicha minor
Drosicha minor är en insektsart som beskrevs av Reyne 1965. Drosicha minor ingår i släktet Drosicha och familjen pärlsköldlöss. Inga underarter finns listade i Catalogue of Life.